# Armée nationale syrienne
L'Armée nationale syrienne (ANS) (arabe : الجيش الوطني السوري,  al-Jayš al-Watanī as-Sūrī) était un rassemblement de groupes rebelles soutenus par la Turquie, fondé en 2017 lors de la guerre civile syrienne. Elle avait été formée par la réunion des groupes de l'Armée syrienne libre du nord de la Syrie, d'Ahrar al-Cham, de Jaych al-Islam et de divers autres groupes. Entre 2020 et 2025, certains de ses combattants sont utilisés comme mercenaires par la Turquie et interviennent en Libye et dans le Haut-Karabagh. 
Le 29 janvier 2025, à la suite de l'offensive rebelle de 2024 en Syrie et de la nomination d'Ahmed al-Charaa comme président de la République, le groupe se dissout au sein du ministère syrien de la Défense et de la nouvelle armée syrienne.

## Fondation
L'Armée nationale syrienne (ANS) est formée après l'opération Bouclier de l'Euphrate par le rassemblement de plusieurs dizaines de groupes rebelles soutenus par la Turquie,. Sa fondation est annoncée en mai 2017, mais c'est en décembre 2017 qu'elle est réellement formée.
L'ANS est rattachée théoriquement au « gouvernement intérimaire syrien » présent à Gaziantep, mais dans les faits elle est sous les ordres de la Turquie,,,.
Le 4 octobre 2019, le Front national de libération rallie l'Armée nationale syrienne,,.
Dans l'ensemble, l'Armée nationale syrienne rassemble des factions issues de l'Armée syrienne libre et des groupes islamistes indépendants, avec des groupes locaux et des unités issues des régions de Damas, Homs et Deraa.
Le 29 janvier 2025, à la suite de l'offensive rebelle de 2024 en Syrie et de la nomination d'Ahmed al-Charaa comme président de la République, le groupe se dissout au sein du ministère syrien de la Défense.

## Idéologie
Les idéologies des différents groupes de l'Armée nationale syrienne sont assez diverses,. L'ANS reprend les codes de l'Armée syrienne libre. Certains groupes sont plutôt islamistes,.
Pour le journaliste Wassim Nasr, la dimension idéologique n’est pas primordiale : « C’est un grand micmac. Il y a ceux qui sont proches des Frères musulmans et qui considèrent qu’Erdogan est aujourd’hui le chef de ce courant, mais, globalement, je ne les qualifie pas idéologiquement : ce sont d’abord et avant tout des supplétifs. La dimension mercantile domine, ils vont là où on les paie ».
Pour Thomas Pierret, chercheur au CNRS : « Il n’y a pas d’unité idéologique parmi ces groupes. Leur seul point commun est qu’ils se sont établis à un moment ou à un autre dans la région d’Alep ».
Pour le New York Times, « très mal nommée », l'Armée nationale syrienne, est « en fait en grande partie composée de la lie du mouvement rebelle du conflit, vieux de huit ans ». Pour Elizabeth Tsurkov, membre du Foreign Policy Research Institute, « ce sont essentiellement des gangsters, mais ils sont également racistes envers les Kurdes et les autres minorités ».

## Organisation

### Commandement
L'Armée nationale syrienne est commandée par le colonel Haitham Afissi. La 3e légion est dirigée par Abou Riyadh, issu du Front du Levant. Le porte-parole est Youssef Hammoud,. 
En 2019, le général Selim Idriss devient le ministre de la Défense du Gouvernement intérimaire syrien et le commandant en chef de l'Armée nationale syrienne,.

### Effectifs
En 2018, l'Armée nationale syrienne compte entre 20 000  et   35 000 hommes entraînés et équipés par la Turquie,.
En octobre 2019, après sa fusion avec le Front national de libération, l'ANS revendique 80 000 combattants. Cependant d'autres effectifs sont donnés à la même période : le général Selim Idriss parle ainsi de 50 000 hommes dans les rangs de l'ANS ; un commandant, Mustafa Secari, déclare que l'ANS dispose de 100 000 hommes, tandis qu'Adnan Ahmed, un commandant adjoint, affirme qu'elle compte 110 000 combattants, dont 70 000 issus du Front national de libération. En 2024, le journal Le Monde indique que les effectifs de l'ANS auraient rassemblé 30 000 à 70 000 hommes selon les périodes et selon les sources.
Les combattants de l'ANS sont entraînés et rémunérés par la Turquie. La plupart des combattants sont Arabes mais l'ANS compte également une minorité de Turkmènes et de Kurdes. Certains groupes, comme le Liwa Sultan Souleymane Chah, la Division al-Hamza et la Division Sultan Mourad, sont pleinement alliées à la Turquie.

### Composition

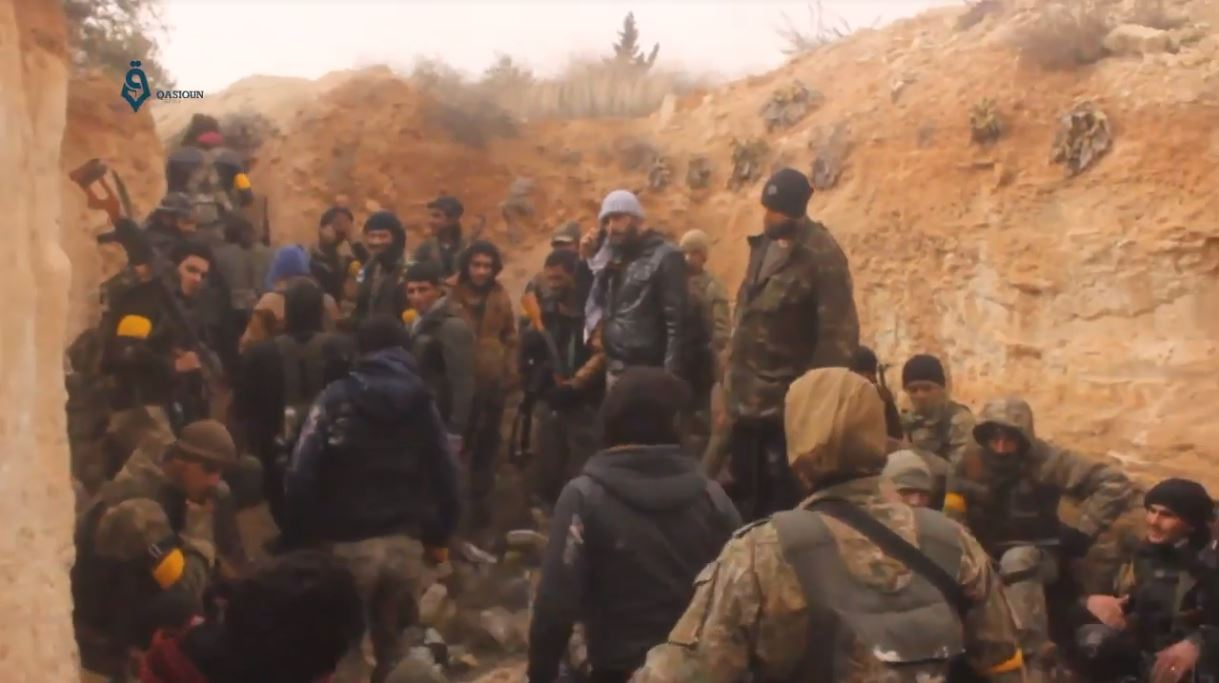
Des rebelles de la 3e légion de l'Armée nationale syrienne au cours de la bataille d'Afrine, le 25 janvier 2018.

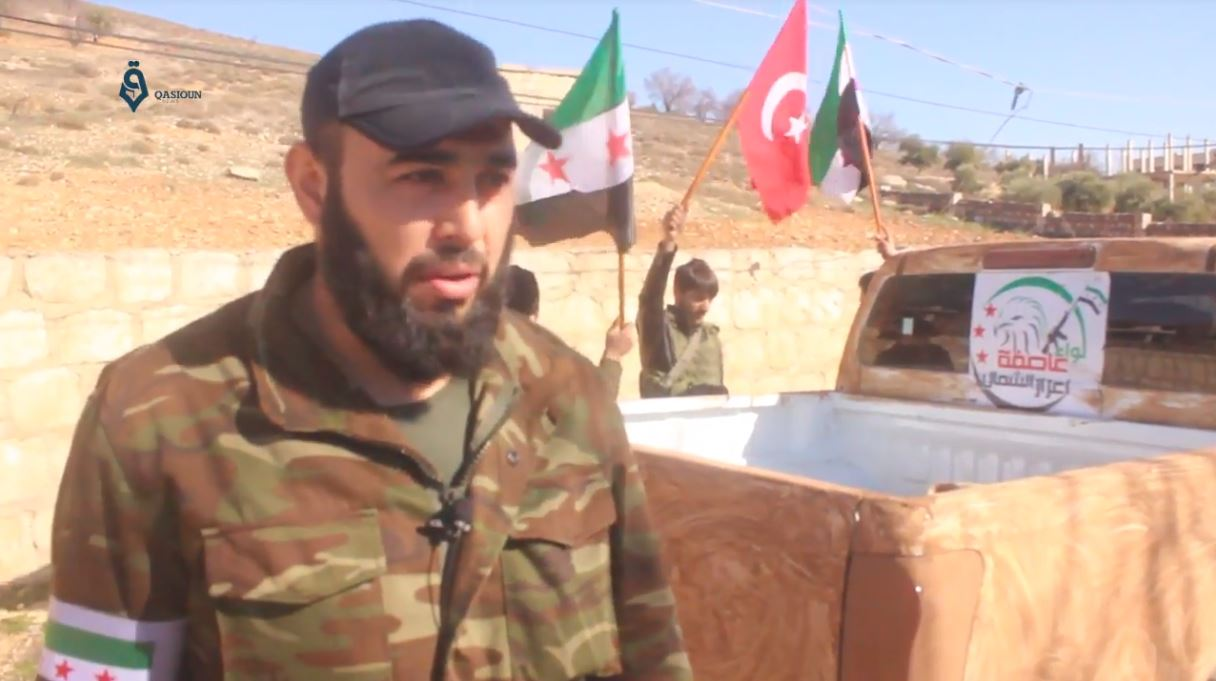
Chef rebelle de la Brigade de la Tempête du Nord au cours de la bataille d'Afrine, le 1 février 2018.

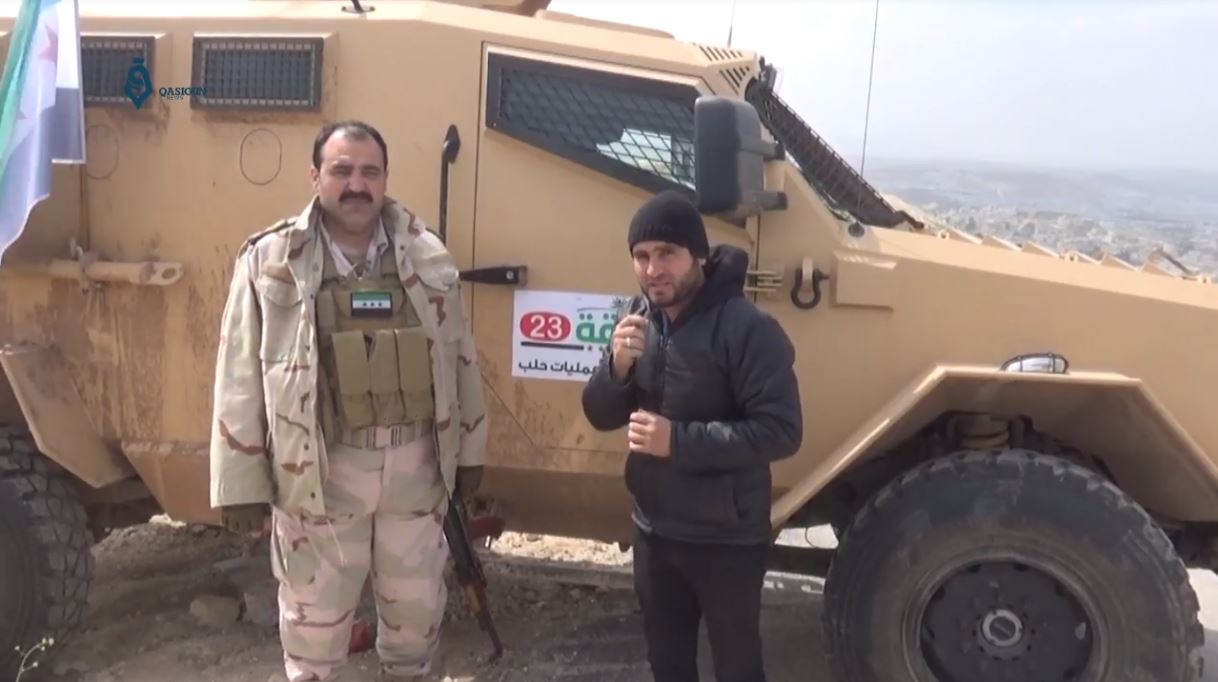
Le colonel Hassan Rajoub, commandant en chef de la 23e division, en mars 2018 lors de la bataille d'Afrine.

Les forces de l'Armée nationale syrienne sont divisées en quatre légions qui rassemblent elles-mêmes plusieurs groupes rebelles :
- 1re légion
  - Division 11[15]
    - Brigade 111 : Liwa al-Chamal[15],[16]
    - Brigade 112 : Jaych al-Ahfad[15],[16]
    - Brigade 113 : Jaych al-Ahfad[15]

  - Division 12[15]
    - Brigade 121 : Liwa Samarkand[15],[16]
    - Brigade 122 : Liwa al-Muntasir Billah[15],[1],[16]
    - Brigade 123 : Ahrar al-Charkiya[15],[16]

  - Division 13[15]
    - Brigade 131 : Liwa Sultan Mehmed Fatih[15],[16]
    - Brigade 132 : Base Ghazal[15]
    - Brigade 133 : Liwa al-Vakkas[15]

  - Division 14[15]
    - Brigade 141 : Faylaq al-Cham[15]
    - Brigade 142 : Liwa Sultan Souleymane Chah[15]
    - Brigade 143 : 9e division[15]
    - Brigade 144 : Division 20[15]
    - Brigade 145 : Jaych al-Nokhba[15]
    - Brigade 146 : Jaych al-Charkiya[15]
- 2e légion
  - Division 21 : Division Sultan Mourad[15],[1],[16]
    - Brigade 211[15]
    - Brigade 212[15]
    - Brigade 213[15]

  - Division 22 : Division al-Hamza[15],[16]
    - Brigade 221[15]
    - Brigade 222[15]
    - Brigade 223[15]

  - Division 23 : Division al-Moutasem[15],[16]
    - Brigade 231[15]
    - Brigade 232[15]
    - Brigade 233[15]

  - Division 24 : Division Sultan Mourad[15],[1],[16]
    - Brigade 241[15]
    - Brigade 242[15]
    - Brigade 243[15]

  - Division 25 : Jaych al-Islam[15],[16]
    - Brigade 251[15]
    - Brigade 252[15]
    - Brigade 253[15]
    - Brigade 254[15]
    - Brigade 255[15]
    - Brigade 256[15]
    - Brigade 257[15]

  - Division 26 : Faylaq al-Rahmane[15],[16]
    - Brigade 261[15]
    - Brigade 262[15]
    - Brigade 263[15]

  - (Autres)
    - Bataillons islamiques al-Safwah[16]
    - 23e division[16]
    - 5e régiment[16]
- La 3e légion
  - Division 31[15]
    - Brigade 311 : Brigade de la Tempête du Nord[15]
    - Brigade 312 : Brigade de la Tempête du Nord (Ahrar Mennagh)[15]
    - Brigade 313 : Force émergente[15]

  - Division 32 : Front du Levant, Ahrar al-Cham et Suqour al-Cham[15]
    - Brigade 320[15]
    - Brigade 321[15]
    - Brigade 322[15]
    - Brigade 323[15]

  - Division 33[15]
    - Brigade 331 : Liwa Fursan al-Chamal[15]
    - Brigade 332 : Force 55 de Tall Rifaat[15]
    - Brigade 333 : Liwa Djound al-Islam, Souyouf al-Cham, Sajidoun et Liwa al-Fatah[15]

  - Division 34[15]
    - Brigade 341 : Division 51[15],[16]
    - Brigade 342 : Régiment al-Musafa[15],[16]
    - Brigade 343 : Liwa Sultan Osman et Thuwar al-Jazira al-Souriya[15],[16]
    - Brigade 344 : Liwa al-Salam, 23e division et Fastaqim Kama Umirt[15],[16]

  - (Autres)
    - Front du Levant[1],[16]
    - Jaych al-Islam[16]
    - Ahrar al-Cham[1],[16]
    - Suqour al-Cham[16]
    - Division du Nord[16]
    - Brigade des épées du Cham[1]
    - Faylaq al-Rahmane[17]
    - Faylaq al-Majed[15],[18]
- 4e légion 
  -     - Faylaq al-Cham[16]
    - Jaych al-Nokhba[16]
    - Liwa Sultan Souleymane Chah[16]
    - Liwa Suqour al-Chamal[16]
    - 9e division[16]

## Historique et actions
L'Armée nationale syrienne est initialement basée dans la région d'al-Bab. En 2018, elle s'empare de la région d'Afrine après l’opération Rameau d'olivier contre les Forces démocratiques syriennes. En 2019, elle prend part à l'opération Source de paix.

### Engagement en Libye
En décembre 2019, la Turquie de Recep Tayyip Erdoğan décide de venir en aide au Premier ministre libyen, Fayez el-Sarraj, soutenu par l'ONU, face à une campagne de plusieurs mois menée par son rival, le chef de guerre Khalifa Haftar. À partir de décembre 2019, des rebelles syriens de l'Armée nationale syrienne sont envoyés à Tripoli,. Selon l'Observatoire syrien des droits de l'homme (OSDH), plusieurs combattants syriens appartenant notamment à la Division Sultan Mourad, à Suqour al-Cham, à la Brigade al-Moutasem, à la Division al-Hamza, à Faylaq al-Cham, au Liwa Suqour al-Chamal et au Liwa Sultan Souleymane Chah ont signé un contrat pour un engagement de trois à six mois en Libye en échange d'un salaire de 2 000 à 2 500 dollars — contre 50 à 70 dollars en Syrie — et la nationalité turque,,,,. En février 2020, le nombre des mercenaires syriens présents en Libye est d'environ 4 700 selon l'OSDH. Le président turc Recep Tayyip Erdoğan reconnait officiellement la présence en Libye de supplétifs syriens le 21 février 2020.

### Engagement au Haut-Karabagh
En 2020, des mercenaires de l'ANS interviennent dans le conflit au Haut-Karabagh, aux côtés des forces de l'Azerbaïdjan,.

### Engagement au Sahel
À partir d'octobre 2023, la Division Sultan Mourad de l'ANS commence à envoyer des combattants au Niger, au Burkina Faso et au Nigeria afin de protéger les intérêts turcs dans la région du Sahel. Les mercenaires de l'ANS sécurisent des bases militaires et des sites de recherche d'or turcs mais participent également à des affrontements avec la État islamique dans le Grand Sahara et Boko Haram.

## Exactions
Lors des opérations Rameau d'olivier et Source de paix, l'Armée nationale syrienne se rend coupable d'exécutions sommaires et de pillages, lui donnant selon L'Orient-Le Jour une « image de soldatesque indisciplinée »,.
Le 15 septembre 2020, un rapport des enquêteurs de la Commission indépendante internationale sur la Syrie (en) dans le cadre de l'ONU dénonce les exactions commises contre les populations kurdes par les forces de l'Armée nationale syrienne : tortures, viols, assassinats, pillages systématiques, rackets, déplacements forcés, appropriations forcées de propriétés civiles, détentions arbitraires et enlèvements.